# Овила (Тексас)
Овила (енгл. Ovilla) град је у америчкој савезној држави Тексас. По попису становништва из 2010. у њему је живело 3.492 становника.

## Демографија
Према попису становништва из 2010. у граду је живело 3.492 становника, што је 87 (2,6%) становника више него 2000. године.
| Група             | 2000.         | 2010.         |
| Белци             | 3.050 (89,6%) | 2.830 (81,0%) |
| Афроамериканци    | 166 (4,9%)    | 303 (8,7%)    |
| Азијати           | 24 (0,7%)     | 21 (0,6%)     |
| Хиспаноамериканци | 114 (3,3%)    | 282 (8,1%)    |
| Укупно            | 3.405         | 3.492         |